# Павлова-Чахмахчева, Галина Евгеньевна
Гали́на Евге́ньевна Па́влова-Чахмахчева (15 октября 1925 года, Ленинград — 20 июля 2000 года, Москва) — советский и российский историк науки, специалист в области источниковедения и истории Средних веков.

## Биография
Родилась в семье рабочего-переплётчика высокой квалификации. До войны окончила 8 классов Второй Санкт-Петербургской гимназии. Житель блокадного Ленинграда. В 1943 г. окончила школу. После возвращения Ленинградского университета из эвакуации, поступила на Исторический факультет. Первоначально занималась по кафедре истории СССР под научным руководством С. Н. Валка.
Когда из-за обострившейся болезни С. Н. Валк временно отошёл от университетского преподавания, была перераспределена на кафедру Средних веков для занятий под руководством М. А. Гуковского. Таким образом, исследовательская деятельность сместилась с вопросов источниковедения Отечественной истории к проблемам итальянского Возрождения. При подготовке дипломного сочинения на тему «Народная струя в культуре Флоренции XIV—XV вв.» занималась итальянским языком на Филологическом факультете. Окончила истфак ЛГУ в 1949 году с отличием, была рекомендована в аспирантуру. Успешно сдав экзамены в аспирантуру, оказалась без научного руководителя, так как М. А. Гуковский был арестован по обвинению в расхищении государственного имущества. Перейти под своё научное руководство Г. Е. Павловой предложили одновременно специалист по истории средневековой Франции профессор А. Д. Люблинская и профессор русской истории С. Б. Окунь.
После долгих колебаний вернулась на кафедру Отечественной истории, поступив под руководство С. Б. Окуня; тема диссертационного исследования — жизнь и творчество декабриста Н. Бестужева. В 1953 г. материалы диссертации были опубликованы в виде монографии. К этому времени был издан также ряд публикаций по истории русской науки XVIII—XIX вв.
В 1954 г. принята на работу в Музей М. В. Ломоносова, а затем в Институт истории естествознания и техники Академии наук СССР. С этого времени исследовательская деятельность целиком сосредоточилась на разработке истории академической науки в России и, специально, на вопросах биографии и творчества М. В. Ломоносова. В 1957—1972 годах работала ученым секретарем Ленинградского отделения Института. В середине 1970-х вышла замуж за управделами Президиума АН СССР «всемогущего Григория Гайковича Чахмахчева» и переехала в Москву.
Похоронена на Армянском кладбище (Москва).

## Основные работы
- Павлова Г. Е. Декабрист Николай Бестужев — историк русского флота / Худож. Б. С. Иванов. — М.: Воениздат, 1953. — 84 с.
- Павлова Г. Е. Проекты иллюминаций Ломоносова // Ломоносов. Сборник статей и материалов. Сб. 4. — Л., 1960. — С. 219—237. — (Труды комиссии по истории АН).
- Павлова Г. Е. Степан Яковлевич Румовский, 1734—1812 / Отв. ред. З. К. Соколовская; АН СССР. — М.: Наука, 1979. — 200 с. — (Научно-биографическая серия). — 12 500 экз.
- Павлова Г. Е., Фёдоров А. С. Михаил Васильевич Ломоносов: Жизнь и творчество. — М., 1980.
- Павлова Г. Е., Фёдоров А. С. Михаил Васильевич Ломоносов (1711—1765). — М.: Наука, 1988. — 465 с. — (Научно-биографическая серия). — ISBN 5-02-005971-4.
- Павлова Г. Е. Организация науки в России в первой половине XIX века / Отв. ред. С. Р. Микулинский; АН СССР, Ин-т истории естествознания и техники. — М.: Наука, 1990. — 240 с. — ISBN 5-02-003468-1.

## Семья
Муж — Григорий Гайкович Чахмахчев (1906—2003), сотрудник нефтегазовой отрасли, управделами Президиума АН СССР.